# موراي للطاقة
موراي للطاقة هي شركة تعدين الفحم ومقرها بالولايات المتحدة.

## نبذة
تعتبر رابع أكبر منتج للفحم في الولايات المتحدة، وأكبر شركة خاصة للفحم. تأسست في عام 1988 من قبل روبرت إي موراي، رفعت الشركة دعوى إفلاس في عام 2019. اكتسبت الشركة سمعة سيئة بعد انهيار منجم كراندال كانيون في عام 2007 ، بعد عدد من الاستشهادات والغرامات لممارسات السلامة في الموقع.

## الروابط الخارجية
- الموقع الرسمي